# Hiparí de Siracusa
Hiparí (en llatí Hipparinus, en grec antic Ἱππαρῖνος) fou un siracusà fill de Dionís el Vell de Siracusa i d'Aristòmaca.
Va succeir a Cal·lip en el govern de Siracusa l'any 352 aC. Segons Diodor de Sicília va atacar Siracusa amb una flota i un exèrcit i va derrotar a Cal·lip, obligant-lo a fugir de Siracusa de la que va prendre possessió. L'historiador Poliè dona una versió una mica diferent i diu que Hiparí era a Leontins, on s'havien arreplegat els exiliats siracusans, i es va assabentar que Cal·lip havia sortit de Siracusa amb un exèrcit, i va aprofitar per sorprendre la ciutat mentre era absent. Plutarc confirma parcialment aquesta segona versió quan diu que Cal·lip va perdre Siracusa mentre intentava ocupar Catana. Hiparí va governar per dos anys en els quals va perdre el suport dels ciutadans per les seves borratxeres i la seva tirania. Finalment va ser assassinat cap a l'any 350 aC. El va succeir en la tirania el seu germà Niseu.